# Riele Downs
Riele West Downs (Toronto, 8 luglio 2001) è un'attrice canadese.
Sua madre è Elle Downs. Dal 2014 al 2020, ha interpretato Charlotte Page terzo personaggio principale nella serie di Nickelodeon Henry Danger.
Anche sua sorella Reiya Downs è un'attrice, ha interpretato Shay Powers nella serie televisiva Degrassi: The Next Generation.

## Carriera
Downs ha incominciato a recitare quando aveva 3 anni e ha ottenuto il suo primo ruolo nel film Four Brothers - Quattro fratelli interpretando il ruolo di Amelia Mercer. È apparsa in A Russell Peters Christmas Special nel 2013. Nel 2014 è apparsa nei film per la televisione Fir Crazy e The Gabby Douglas Story.
Nel 2014, Downs è stata scelta per il suo primo ruolo da protagonista, nella serie televisiva di Nickelodeon Henry Danger, interpretando il ruolo di Charlotte che è la migliore amica di Henry. Nel 2017 è stata co-protagonista con Lizzy Greene nel film per la televisione Nickelodeon Mini Natale (Tiny Christmas).

## Filmografia parziale

### Attrice

#### Cinema
- Il padre di mio figlio (My Baby's Daddy), regia di Cheryl Dunye (2004)
- Four Brothers - Quattro fratelli, regia di John Singleton (2005)
- The Best Man Holiday, regia di Malcolm D. Lee (2013)
- Ruby Skye PI: The Maltese Puppy, regia di Kelly Harms (2014)
- Darby Harper - Consulenza fantasmi (Darby and the Dead), regia di Silas Howard  (2022)

#### Televisione
- ReGenesis - serie TV, episodio 4x11 (2008)
- Da Kink in My Hair - serie TV, episodio 2x05 (2009)
- Rookie Blue - serie TV, episodio 1x01 (2010)
- Made... The Movie, regia di Samir Rehem - film TV (2010)
- Henry Danger - serie TV, 121 episodi (2014-2020)
- La grande sfida di Gabby (The Gabby Douglas Story), regia di Gregg Champion - film TV (2014)
- Mini Natale (Tiny Christmas), regia di Jonathan A. Rosenbaum - film TV (2017)
- Bel-Air - serie TV, episodio 2x01 (2023)

### Doppiatrice
- Peep the Big Wide World - serie TV,  2 episodi (2010)
- Le avventure di Kid Danger - serie TV, 12 episodi (2018)

## Programmi televisivi
- A Russell Peters Christmas Special - speciale televisivo (2011)
- Nickelodeon's Ho Ho Holiday Special - speciale televisivo (2015)
- Nickelodeon's Not So Valentine Special - speciale televisivo (2017)
- Nickelodeon's Sizzling Summer Camp Special - speciale televisivo (2017)

## Doppiatrici italiane
Nelle versioni in italiano delle opere in cui ha recitato, Riele Downs è stata doppiata da:
- Agnese Marteddu in Henry Danger, Darby Harper - Consulenza fantasmi